# Ferdinand Bie
Ferdinand Reinhardt Bie (Drammen, 16 februari 1888 - Kristiansand, 9 november 1961) was een Noors atleet.

## Loopbaan
Bie eindigde tijdens de Olympische Zomerspelen 1912 in het Zweedse Stockholm als tweede in de vijfkamp achter de Amerikaan Jim Thorpe. In 1913 werd Thorpe echter gediskwalificeerd omdat hij voor deelname aan een honkbalwedstrijd betaald kreeg en om die reden geen amateursport meer was. Bie kreeg door de diskwalificatie van Thorpe de gouden medaille in de vijfkamp. In 1982 twintig jaar na de dood van Bie en dertig jaar na de dood van Thorpe. Werd Thorpe door het IOC gerehabiliteerd en kregen de kinderen van Thorpe de medailles terug, Bie bleef naast Thorpe erkend als olympisch kampioen vijfkamp. In 2022 werd Bie teruggezet naar de zilveren medaille door het IOC.

## Persoonlijke records
| Onderdeel   | Prestatie | Datum |
| ----------- | --------- | ----- |
| 110m horden | 15,8      | 1912  |
| verspringen | 6,89m     | 1912  |

## Belangrijkste prestaties

### Vijfkamp
| Jaar | Wedstrijd | Plaats | Punten    |
| ---- | --------- | ------ | --------- |
| 1912 | OS        | Zilver | 16 punten |

### Verspringen
| Jaar | Wedstrijd | Plaats | afstand |
| ---- | --------- | ------ | ------- |
| 1912 | OS        | 11e    | 6,75m   |